# غوشناطية صغيرة الرأس
غوشناطية صغيرة الرأس (الاسم العلمي:Gochnatia microcephala) هي نوع من النباتات تتبع جنس الغوشناطية من الفصيلة النجمية.